# Wassim Hallal
Wassim Mohammad Hallal (født 15. maj 1980 i Beirut) er en dansk-libanesisk kok. Han er ejer og chefkok på Restaurant Frederikshøj i Århus. 

## Historie
Hallal kom til Danmark i 1985 og voksede op i Thy. Han blev udlært på Hotel Limfjorden i 2001 og har bl.a. arbejdet på Hotel d'Angleterre og Formel B i København, og på Hotel Scoldeshoff i Belgien. I 2001 blev han ansat på Molskroen, hvor han fra 2003 til 2006 var køkkenchef. Fra 2006 til 2008 var han køkkenchef ved Restaurant WH i Danmarks Japanske Have. I 2009 kom han til Restaurant Frederikshøj som medejer. Sammen med Palle Enevoldsen genåbnede han i 2010 Varna Palæet i Århus, som Enevoldsen nu står alene i spidsen for.
Under hans ledelse blev Molskroen i 2006 kåret til Årets Restaurant, ligesom Wassim Hallal vandt Årets Ret for en forret i 2007 og desuden blev kåret som Aarhus' bedste restaurant. 
I 2015 fik Restaurant Frederikshøj med Wassim Hallal i spidsen en Michelin-stjerne. Den er efterfølgende blevet bevaret hvert år, og i juli 2022 fik Restaurant Frederikshøj 2 stjerner, som de har beholdt siden.